# آرتاشس های-آرتیان
آرتاشس های-آرتیان (ارمنی: Արտաշես Հայ-Արտյան؛  زادهٔ ۱۴ اکتبر ۱۸۹۹ - درگذشته ۱۳ آوریل ۱۹۷۸) بازیگر و کارگردان فیلم اهل ارمنستان بود.

## زندگی‌نامه
وی با نام اصلی آرتاشس هاروتیونیان (ارمنی: Արտաշես Հարությունյան) در ۱۴ اکتبر ۱۸۹۹ در نخجوان به دنیا آمد و از  فارغ‌التحصیل گشت. وی همچنین برنده جوایزی همچون هنرمند مردمی ارمنستان شوروی و نشان پرچم سرخ کار شد. وی در ۱۳ آوریل ۱۹۷۸ در سن ۷۸ سالگی در ایروان درگذشت.

## گزیده فیلم‌شناسی
- کارو
- برای شرف